# I Call Your Name (canção de A-ha)
"I Call Your Name"  é uma canção da banda norueguesa A-ha escrita por Paul Waaktaar-Savoy e Magne Furuholmen. É o segundo single do álbum de estúdio East of the Sun, West of the Moon, de 1990. No álbum a canção aparece na terceira faixa.

## Vídeo
O videoclipe da música foi gravado por Lauren Savoy (esposa de Paul Waaktaar). Mostra a banda tocando em um estúdio. Magne Furuholmen aparece no clipe tocando piano, Paul aparece tocando uma guitarra e Morten Harket canta a canção.
O vídeo teve a direção de Michael Burlingame e Lauren Savoy.

## Desempenho nas paradas musicais
| Parada musical (1990)                         | Melhor Posição |
| --------------------------------------------- | -------------- |
| Media Control Charts                          | 37             |
| Dutch Top 40                                  | 38             |
| UK Singles Charts                             | 44             |
| Syndicat National de l'Édition Phonographique | 45             |

## Créditos
- Morten Harket – Vocal
- Magne Furuholmen – Teclados, vocal
- Paul Waaktaar-Savoy – Guitarra, vocal

## Referência
- http://norwegiancharts.com/showitem.asp?interpret=a-ha&titel=I+Call+Your+Name&cat=s